# Astylosternus occidentalis
Astylosternus occidentalis – gatunek płaza bezogonowego z rodziny artroleptowatych (Arthroleptidae). Występuje w Afryce Zachodniej, nie jest zagrożony wyginięciem.

## Występowanie
Zamieszkuje wybrzeża i przyległe rejony Afryki Zachodniej, zajmując południowe Sierra Leone, Liberię, zachodnie Wybrzeże Kości Słoniowej, a także część południowej Gwinei. Występuje od poziomu morza do 1300 m n.p.m.
Przede wszystkim lasy wtórne, rzadziej pierwotne.

## Rozmnażanie
Kijanki rozwijają się i przechodzą metamorfozę w płytkich strumykach.

## Status
W Czerwonej księdze gatunków zagrożonych IUCN płaz ten od 2004 roku klasyfikowany jest jako gatunek najmniejszej troski (LC, ang. Least Concern).
Nie spotyka się go często, ale gatunek prowadzi skryty tryb życia, więc może być liczniejszy, niż się przypuszcza. Trend liczebności populacji nie jest znany.
Zagraża mu wylesianie spowodowane rozwojem rolnictwa i osadnictwa oraz pozyskiwaniem drewna.